# Liste der denkmalgeschützten Objekte in Schäffern
Die Liste der denkmalgeschützten Objekte in Schäffern enthält die 9 denkmalgeschützten, unbeweglichen Objekte der Gemeinde Schäffern.

## Denkmäler
| Foto |                 | Denkmal                                                                                  | Standort                               | Beschreibung | Metadaten |
| ---- | --------------- | ---------------------------------------------------------------------------------------- | -------------------------------------- | --- | --- |
| ja   | Datei hochladen | Bildstock HERIS-ID: 69531 Objekt-ID: 82615                                               | bei Elsenau 39 Standort KG: Elsenau    | Der Bildstock mit Glockengeläut wurde 1833 erbaut und 1989 generalsaniert. | BDA-Hist.: Q38122662 Status: § 2a Stand der BDA-Liste: 2025-06-30 Name: Bildstock GstNr.: 677/3                                                                   |
| ja   | Datei hochladen | Kirchenruine hl. Nikolaus HERIS-ID: 37430 Objekt-ID: 36573                               | südlich Karnegg 1 Standort KG: Elsenau | Anfang des 13. Jahrhunderts als Pfarrkirche Bärnegg und Grabstätte der Perner gegründet. Regelmäßige Gottesdienste bis 1531, 1735–1741 Neubau der spätbarocken Kirche durch Sigmund Albrecht, danach Verfall, 1915 Verwendung der Kirchenmauern für den Neubau eines abgebrannten Bauernhauses. 1986 Denkmalschutz, Maßnahmen zur Konservierung und Begehbarmachung. | BDA-Hist.: Q37975559 Status: Bescheid Stand der BDA-Liste: 2025-06-30 Name: Kirchenruine hl. Nikolaus GstNr.: 434/1                                               |
| ja   | Datei hochladen | Burgruine Bärnegg HERIS-ID: 37429 Objekt-ID: 36572                                       | bei Karnegg 1 Standort KG: Elsenau     | Im späten 12. Jahrhundert errichtet, 1312 erstmals urkundlich erwähnt. Besitzer der Burg waren die Adelsgeschlechter der Perner, der Teuffenbacher, der Reichenberg sowie die Familie Rindsmaul. Im 17. Jahrhundert wurde der Arkadenhof erweitert und 1703 wurde eine Schlosskapelle errichtet. Die Burg ist erst in den letzten Jahrzehnten zur Ruine verfallen. | BDA-Hist.: Q1011268 Status: Bescheid Stand der BDA-Liste: 2025-06-30 Name: Burgruine Bärnegg GstNr.: 712 Burg Bärnegg, Schäffern                                  |
| ja   | Datei hochladen | Ortskapelle HERIS-ID: 69533 Objekt-ID: 82617                                             | Götzendorf Standort KG: Götzendorf     | Die Ortskapelle Götzendorf ist eine große, halbrunde Kapelle, die dem Heiligen Josef geweiht ist. Sie wurde 1892 an Stelle eines hölzernen Glockenturms erbaut, der dort bei der tausendjährigen Linde stand. Sie hat eine kleine Glocke im hölzernen Turm. Die Einweihung fand am 20. Oktober 1893 statt. | BDA-Hist.: Q38122672 Status: § 2a Stand der BDA-Liste: 2025-06-30 Name: Ortskapelle GstNr.: .118                                                                  |
| ja   | Datei hochladen | Figurenbildstöcke hll. Petrus und Paulus HERIS-ID: 69512 Objekt-ID: 82596                | Dorfstraße 1 Standort KG: Schäffern    | Die beiden Heiligenfiguren am Aufgang zur Kirche stammen aus der Mitte des 18. Jahrhunderts. | BDA-Hist.: Q38122594 Status: § 2a Stand der BDA-Liste: 2025-06-30 Name: Figurenbildstöcke hll. Petrus und Paulus GstNr.: .20                                      |
| ja   | Datei hochladen | Kath. Pfarrkirche hll. Peter und Paul und Kirchhofmauer HERIS-ID: 51785 Objekt-ID: 57574 | Dorfstraße 1 Standort KG: Schäffern    | Die Pfarrkirche Sankt Peter und Paul wird erstmals im Jahr 1277 erwähnt. Sie ist den Heiligen Petrus und Paulus geweiht. Die Kirche in der heutigen Form wurde im Jahr 1777 erbaut. Sie wurde zuletzt im Jahr 1996 renoviert. | BDA-Hist.: Q38047672 Status: § 2a Stand der BDA-Liste: 2025-06-30 Name: Kath. Pfarrkirche hll. Peter und Paul und Kirchhofmauer GstNr.: .20 Pfarrkirche Schäffern |
| ja   | Datei hochladen | Pfarrhof HERIS-ID: 51784 Objekt-ID: 57573                                                | Dorfstraße 5 Standort KG: Schäffern    | Der Pfarrhof ist mit 1781 bezeichnet. | BDA-Hist.: Q38047656 Status: § 2a Stand der BDA-Liste: 2025-06-30 Name: Pfarrhof GstNr.: .18                                                                      |
| ja   | Datei hochladen | Volksschule HERIS-ID: 69515 Objekt-ID: 82599                                             | Dorfstraße 6 Standort KG: Schäffern    | Das bestehende Schulhaus wurde 1811/12 neu gebaut. Davor gab es an derselben Stelle bereits ein hölzernes Schulhaus, das am 19. Februar 1733 durch ein Feuer zerstört wurde. Das wiedererrichtete Holzhaus wurde 1788 an gleicher Stelle durch ein gemauertes Schulhaus ersetzt, bis dieses im Frühjahr 1808 einstürzte. Das Schulhaus enthielt im 1. Stock ein geräumiges Schulzimmer und ein Gehilfenzimmer, während sich zu ebener Erde die Schulmeisterwohnung befand. Im Jahre 1875 wurden an der Ostseite ein zweites Klassenzimmer, ein Stiegenhaus und eine Abortanlage errichtet. Mit der Erweiterung zu einer dreiklassigen Schule im Jahre 1907 (1. Klasse mit 108 Schülern) war die Notwendigkeit eines einstöckigen Zubaues für 2 Klassen gegeben. Am 1. Juli 1907 begann der Neubau zweier Lehrzimmer, eines neuen Stiegenhauses sowie einer neuen Abortanlage. 1958 wurde die Schule mit einer Zentralheizungsanlage versehen. Bis 1973 waren in den 3 bis 5 Klassen 8 Schulstufen untergebracht. Nach der Einführung der Hauptschulpflicht anfangs der 70er Jahre werden in der Schäfferner Volksschule nur mehr die ersten 4 Schuljahre unterrichtet. Das bestehende Schulgebäude wurde 1978 bis 1979 generalsaniert (neue Eindeckung, neue Fenster, neue Fassade) und die ehemalige Lehrerwohnung für Schulzwecke (Kanzlei, Konferenzzimmer, Werkraum und Lehrmittelzimmer) umgestaltet. Von 2006 bis 2008 wurde die Volksschule samt Turnsaal generalsaniert und erweitert. | BDA-Hist.: Q38122616 Status: § 2a Stand der BDA-Liste: 2025-06-30 Name: Volksschule GstNr.: .26/1                                                                 |
| ja   | Datei hochladen | Nepomukkapelle, Johanneskapelle HERIS-ID: 69530 Objekt-ID: 82614                         | Schäffern Standort KG: Schäffern       | Die Kapelle am nördlichen Ortsausgang stammt aus der Mitte des 18. Jahrhunderts und wurde 1977 restauriert. | BDA-Hist.: Q38122652 Status: § 2a Stand der BDA-Liste: 2025-06-30 Name: Nepomukkapelle, Johanneskapelle GstNr.: .14/2                                             |